# Yan Pascal Tortelier
Yan Pascal Tortelier (Paris, 19 de abril de 1947) é um maestro francês. Provém de uma grande família de músicos franceses e é filho do violoncelista Paul Tortelier.

## Biografia
Tortelier começou a estudar piano e violino aos quatro anos de idade. Aos quatorze anos, obteve o Primeiro Prêmio de violino no Conservatório de Paris. Continuou seus estudos musicais com Nadia Boulanger e estudou regência com Franco Ferrara em Siena, na Itália. Tornou-se depois regente associado da Orchestre national du Capitole de Toulouse, ao lado de Michel Plasson.
De 1992 a 2003, Tortelier foi regente permanente da Orquestra Filarmônica da BBC,  orquestra da qual ele é hoje regente laureado. Dirigiu regularmente a Orquestra Sinfônica de Londres, a Orquestra de Paris, a Orquestra Nacional da França e Montréal, assim como as orquestras filarmônicas de Londres, São Petersburgo, Oslo, Los Angeles e Pittsburgh.
Em 2009, foi nomeado regente titular da Orquestra Sinfônica do Estado de São Paulo (Osesp). A partir de 2012, deve ser substituído por Marin Alsop. Entretanto, nas temporadas de 2012 e 2013, Tortelier deverá atuar como regente convidado em, no mínimo, dois programas diferentes em cada temporada (seis a oito apresentações).